# Jessurunbos
Het Jessurunbos is een natuurgebied van 14 hectare tussen de spoorlijn Amersfoort-Den Dolder en de Lange Duinen vlak bij Soestduinen in de Nederlandse provincie Utrecht. De gemeente Soest is eigenaar en beheerder van het gebied.

## Militair gebied
Het Jessurunkamp is een voormalige militair magazijncomplex. Tot 2008 stonden hier 22 depots en waren er schuilkelders. In de Tweede Wereldoorlog werd het Jessurunkamp gebruikt door de Duitsers. Ter camouflage kregen de gebouwen het uiterlijk van een boerderij. Na de oorlog nam defensie het kamp in gebruik als depot met ondersteunend militair materieel ten behoeve van buitenlandse missies. Deze opslag met tenten, containers, verplaatsbare vliegtuigshelters en grote tenten als afdak voor geparkeerde vliegtuigen verhuisde in 2007 naar de Harskamp.

## Natuurterrein
In 2011 werd het Jessurunkamp door de provincie Utrecht overgedragen aan de gemeente Soest.
Vanwege de groene ligging werd het gebied omgevormd tot natuurgebied, samen met het belendende voormalige Kodakterrein (1000-bomenbos). Naast oorspronkelijke begroeiing kwam er nieuwe aanplant, naast de oude wachthuisjes zijn open stukken.
 
De ondergrondse bluswaterkelders en kelders van gebouwen bleven bestaan en dienen als winterverblijfplaats voor vleermuizen. In 2011 werd de naam Jessurunkamp gewijzigd in Jessurunbos. Reinier Emil Jessurun was een vlieger bij de ML-KNIL die in 1949 tijdens een missie om het leven kwam.